# Vertu Signature
Signature este primul model lansat de compania Vertu, deținută de Nokia.